# Џуд Ло
Дејвид Џуд Хејворт Ло (енгл. David Jude Heyworth Law; 29. децембар 1972) британски је глумац и режисер. Номинован је за Оскара, за улоге у филмовима Хладна планина и Талентовани господин Рипли. Француска влада га је 2007. године прогласила Витезом уметности.

## Каријера

### Почеци
Џуд је друго дете професора Питера Лоа и Маргарет Хејворт. Уписао је глуму у петнаестој, а прву улогу добио већ у деветнаестој години. Био је то дечји филм Кројач из Глостера из 1989.. Дотле је играо у комедији Жана Коктоа - Ужасни родитељи. До 1997. пролази сасвим незапажено од стране медија и критике. Те године добија улогу грофа Алфреда Дагласа у филму Вајлд, снимљеног по мотивима из биографије Оскара Вајлда. Без обзира на то што је драма одлично прошла код филмских критичара, а лоше код публике, Џуд је добио награду за обећавајућу филмску звезду. Исте године добија улогу у биоскопском хиту Гатака, а две године касније и своју прву главну улогу - у трилеру Последњи ударац.

### Господин РиплииНепријатељ пред вратима
Филм којим Џуд привлачи пажњу критичара јесте драма Ентонија Мингеле - Талентовани господин Рипли. За своју интерпретацију Дикија Гринлифа, Џуд је добио БАФТА награду за најбољу споредну улогу, номинације за МТВ и награду Златни глобус и своју прву номинацију за Оскара.
Годину дана касније, Џуд тумачи лик снајпера Василија Зајцева у ратној драми Непријатељ пред вратима. Овај филм је зарадио око 97 милиона долара, а у споредним улогама су Ед Харис и Џозеф Фајнс. Исте, 2001. године, по други пут је номинован за Златни глобус, за улогу жигола Џоја у филму Вештачка интелигенција.

### Хладна планинаиШерлок Холмс
Пре него што добије улогу свог живота, Џуд Ло ће се на филмском платну наћи у трилеру Пут до уништења, заједно са Данијелом Крејгом, Томом Хенксом и Полом Њуменом.
Године 2003, у блокбастеру Хладна планина, Ло тумачи лик војника Инмана који се бори у Америчком грађанском рату. Иако није освојио ниједну награду за коју је био номинован (Оскар, Златни глобус, БАФТА...), постао је призната глумачка величина и један од најцењенијих глумаца у Уједињеном Краљевству (као Лоренс Оливије - што је одувек и желео).
Следеће године игра у филмовима Алфи, Авијатичар и Блискост. Појављује се и као друга трансформација Тонија у филму Маштаоница доктора Парнасуса из 2008. Његов последњи велики филм је Шерлок Холмс из 2009, где се први пут на филму нашао са Робертом Даунијем млађим.

### Позориште
Џуд Ло је познат по интерпретацијама доктора Фаустуса из романа Фауст, Фредија из Пигмалиона, Хамлета... За рад у позоришту добио је и награду Тони, као и награду Лоренс Оливије.

## Филмографија
| Улоге Џуда Лоа |                                            |               |                               |          |
| Година         | Српски назив                               | Изворни назив | Улога                         | Напомена |
| 1989.          |                                            |               | Mayor's Stableboy             |          |
| 1990.          |                                            |               | Nathan Thompson               |          |
| 1991.          |                                            |               | Joe Barnes                    |          |
| 1993.          |                                            | (TV)          | Bruno                         |          |
| 1994.          |                                            |               | Young Man                     |          |
| 1994.          |                                            |               | Billy                         |          |
| 1996.          |                                            |               | Ethan                         |          |
| 1997.          |                                            |               | Stormtrooper                  |          |
| 1997.          |                                            |               |                               |          |
| 1997.          |                                            |               | Jerome Eugene Morrow          |          |
| 1997.          |                                            |               | Billy Carl Hanson             |          |
| 1998.          |                                            |               | Danny                         |          |
| 1998.          |                                            |               | Jude                          |          |
| 1998.          |                                            |               | Steven Grlscz                 |          |
| 1999.          |                                            | eXistenZ      | Ted Pikul                     |          |
| 1999.          |                                            |               | Secretary                     |          |
| 1999.          | Талентовани господин Рипли                 |               | Dickie Greenleaf              |          |
| 2000.          |                                            |               | Jude                          |          |
| 2001.          | Непријатељ пред вратима                    |               | Василиј Зајцев                |          |
| 2001.          | Вештачка интелигенција                     |               | Gigolo Joe                    |          |
| 2002.          | Пут без повратка                           |               | Harlen Maguire                |          |
| 2003.          | Хладна планина                             |               | Inman                         |          |
| 2004.          |                                            |               | Brad Stand                    |          |
| 2004.          | Небески капетан и свет сутрашњице          |               | Sky Captain / Joseph Sullivan |          |
| 2004.          | Алфи                                       |               | Alfie                         |          |
| 2004.          | Блискост                                   |               | Dan                           |          |
| 2004.          | Авијатичар                                 |               | Ерол Флин                     |          |
| 2004.          | Серија несрећних догађаја Лемонија Сникета |               |                               |          |
| 2006.          | Сви краљеви људи                           |               | Jack Burden                   |          |
| 2006.          | Провала                                    |               | Will Francis                  |          |
| 2006.          | Празник                                    |               | Graham                        |          |
| 2007.          | Моје ноћи од боровнице                     |               | Jeremy                        |          |
| 2007.          | Детектив                                   |               | Milo Tindle                   |          |
| 2009.          | Шерлок Холмс                               |               | доктор Вотсон                 |          |
| 2011.          | Шерлок Холмс: Игра сенки                   |               | доктор Вотсон                 |          |
| 2012.          | Ана Карењина                               |               | Алексије Карењин              |          |
| 2014.          | Хотел Гранд Будапест                       |               | млади аутор                   |          |
| 2017.          | Краљ Артур: Легенда о мачу                 |               | Вортигерн                     |          |
| 2018.          | Фантастичне звери: Гринделвалдови злочини  |               | Албус Дамблдор                |          |
| 2019.          | Капетан Марвел                             |               | Јон-Рог                       |          |
| 2019.          | Кишни дан у Њујорку                        |               | Тед Давидоф                   |          |
| 2020.          | Ритам секција                              |               | Ијан Бојд                     |          |
| 2022.          | Фантастичне звери: Тајне Дамблдора         |               | Албус Дамблдор                |          |
| 2023.          | Петар Пан и Венди                          |               | Капетан Кука                  |          |

## Занимљивости
- Џуд је велики борац за људска права. 2007. године је десет дана боравио у Авганистану, снимајући документарац о ратним страхотама.
- Бори се против убијања животиња и ношења крзна.
- Воли фудбал.
- Дуго година се сматра једном од геј икона данашњице.[2]
- Био је у вези са Сијеном Милер.
- Заштитно је лице Диора.
- Године 2006. проглашен за једну од најкомерцијалнијих холивудских звезда.

## Познати глумци са којима је сарађивао
- Ванеса Редгрејв - Вајлд
- Ума Терман - Гатака
- Гвинет Палтроу - Талентовани господин Рипли
- Мет Дејмон - Талентовани господин Рипли
- Кејт Бланчет - Талентовани господин Рипли и Авијатичар
- Ед Харис - Непријатељ пред вратима
- Том Хенкс - Пут до уништења
- Данијел Крејг - Пут до уништења
- Пол Њумен - Пут до уништења
- Никол Кидман - Хладна планина
- Рене Зелвегер - Хладна планина
- Натали Портман - Хладна планина, Блискост и Моје ноћи од боровнице
- Клајв Овен - Блискост
- Џулија Робертс - Блискост
- Сузан Сарандон - Алфи
- Мариса Томеј - Алфи
- Леонардо Дикаприо - Авијатичар
- Кејт Бекинсејл - Авијатичар
- Шон Пен - Сви краљеви људи
- Кејт Винслет - Сви краљеви људи и Празник
- Ентони Хопкинс - Сви краљеви људи
- Жилијет Бинош - Провала
- Камерон Дијаз - Празник
- Мајкл Кејн - Детектив
- Џуди Денч - Бес
- Џони Деп - Маштаоница доктора Парнасуса
- Хит Леџер - Маштаоница доктора Парнасуса
- Колин Фарел - Маштаоница доктора Парнасуса
- Роберт Дауни млађи - Шерлок Холмс